# 앙부아즈가

앙부아즈 가문의 문장

앙부아즈 가문 (Maison d'Amboise)은 12세기 초에 유래하는 프랑스의 오래된 귀족 가문 중 하나이다. 가문의 명칭은 투렌 지역의 앙부아즈라는 도시의 지명에서 붙여졌다.
앙부아즈 가문은 뷔시 (Bussy, 1515년 단절)와 오비주 (Aubijoux, 1656년 단절) 분가를 만들어낸 쇼몽 (1525년 단절), 투아르 (1469년 라 트레무아유 가문에서 단절) 방계 가문을 형성했다.
추기경 조르주 당부아즈 (1460–1510)는 쇼몽 영주 피에르 당부아즈의 아들이다.

## 역사

### 기원
초대 앙부아즈 가문 (1100년 경 - 1255년 단절) 
초대 앙부아즈 가문은 앙주 백작 풀크 3세에 의해 앙부아즈 성의 책임자로 임명된 리주아 (Lisois)가 11세기에 세웠다.
앙주 백작 조프루아 2세는 리주아에게 앙부아즈의 영토 약간을 보상으로 주었다. 리주아는 앙부아즈의 영주가 되었고 1061년 쯤에 사망했다. 그의 손자 위그 1세는 1107년에 단독 앙부아즈의 영주가 되었다.
제2대 앙부아즈 가문 (1255년 - 1656년 단절)
1206년에 살았던 루뒤누아 (Loudunnois)의 베리 영주 르노 (1100년에 살았던 베리 영주 피에르의 손자)는 앙부아즈의 영주 위그 3세의 딸 마르그리트 당부아즈 (Marguerite d'Amboise)와 혼인했다.
제2대 앙부아즈 가문은 앙부아즈 영주 쉴피스 3세의 딸이자 앙부아즈 영주, 샤르트르의 여백작 모호가 사망한후, 1255년에 앙부아즈와 쇼몽의 영주를 상속받은 모호의 친척이자 르노의 아들 베리의 장이 세웠다.
베리의 장은 앙부아즈 가문의 이름과 문장을 차지했고 1274년 베리의 성에서 사망했다. 그의 후손들은 투아르와 쇼몽 두개 의 방계 가문을 형성했다.

### 투아르 방계 가문 (선대)

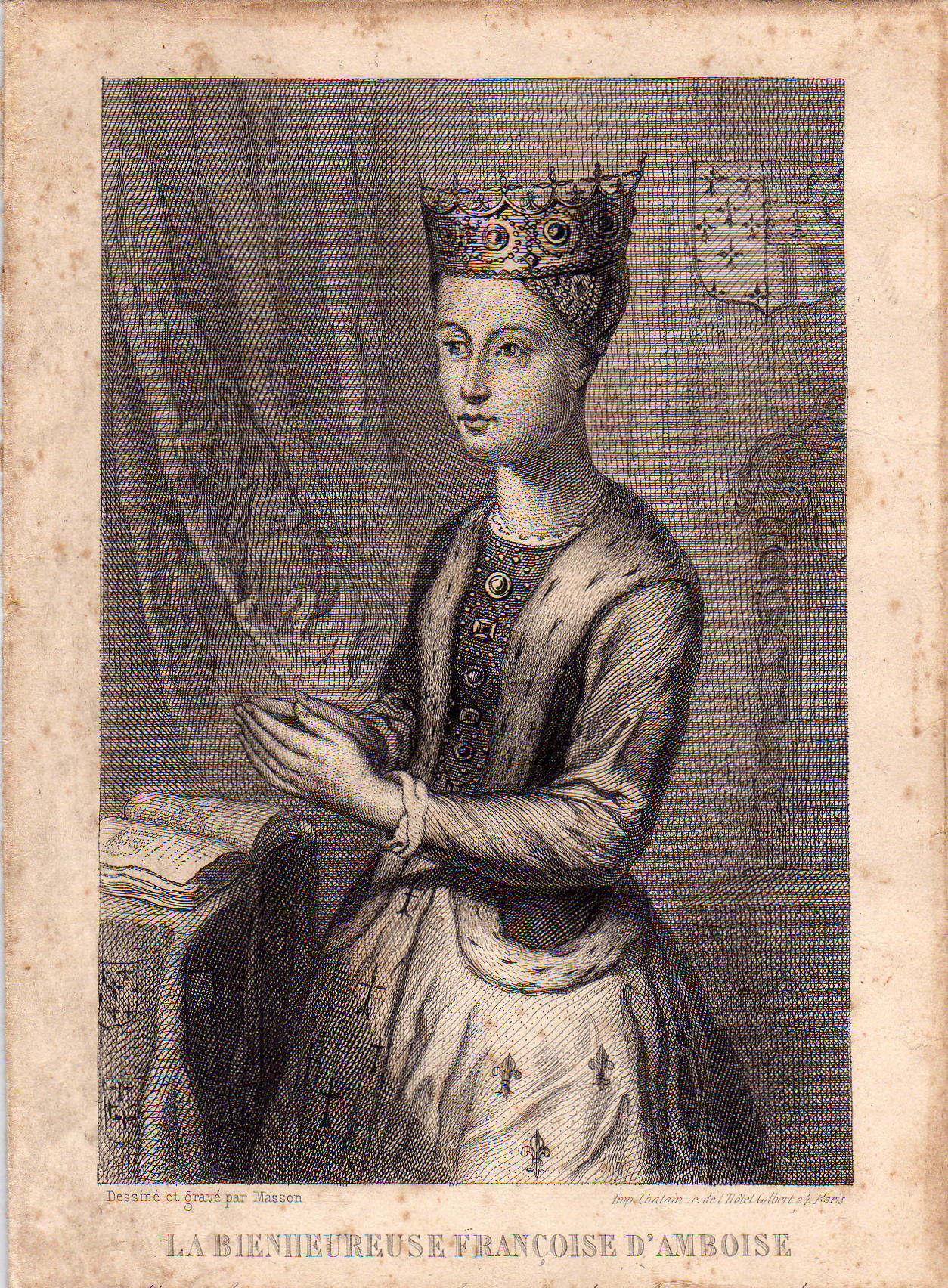
브르타뉴 공작부인 프랑수아즈 당부아즈 (1427년-1485년)

이 분가는 이모였던 투아르의 페로넬 (Perronelle)이 사망한 후 1397년에 투아르의 자작이 된 피에르 2세 당부아즈에 의해 세워졌다. 그의 어머니 드뢰 여백작 투아르의 이자벨은 투아르 자작 루이와 드뢰 여백작의 딸이였다. 투아르 분가는 1470년에 아들을 두지 못한 루이 당부아즈의 사망으로 단절되었다.

### 쇼몽 방계 가문 (후대)

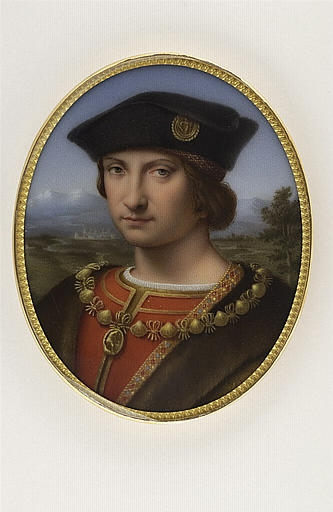
샤를 2세 당부아즈 (1473년-1511년)

이 분가는 생베랭 (Saint-Vérain)의 잔과 1304년에 혼인한 쇼몽의 영주 위그 1세 당부아즈가 세웠다. 쇼몽 분가는 파비아 전투에서 전사한 조르주 당부아즈 (샤를 2세 당부아즈의 아들)의 죽음으로 1525년에 끝났다.
앙부아즈 가문은 1656년 11월 9일에 사망한 마지막 앙부아즈 가문원 오비주 백작 프랑수아자크 당부아즈 (François-Jacques d'Amboise)의 죽음으로 단절됐다.

## 참고 자료
- Père Anselme de Sainte-Marie "Histoire généalogique et chronologique de la maison royale de France..." 1733, volume 7, page 119 to 129 : Généalogie de la maison d’Amboise.
- Gustave Chaix d'Est-Ange, Dictionnaire des familles françaises anciennes ou notables à la fin du XIX, Volume 1, page 167 : Famille d'Amboise
- Louis Moreri "Le grand Dictionnaire historique..." 1694, page 140 : article d’Amboise